# Джеффрі А. Лендіс
Джеффрі Алан Лендіс ( [ˈlændɪs] ; нар. 28 травня 1955) — американський аерокосмічний інженер і письменник, який працює в Національному управлінні з аеронавтики та дослідження космічного простору (НАСА) над планетарними дослідженнями, міжзоряним рухом, сонячною енергією та фотогальванією.   Він володіє дев'ятьма патентами, головним чином у сфері вдосконалення сонячних елементів і фотоелектричних пристроїв , а також виступав із презентаціями та коментарями щодо можливостей міжзоряних подорожей і будівництва баз на Місяці, Марсі  та Венері . 
Завдяки своєму науковому досвіду Лендіс також пише жорстку наукову фантастику. За ці твори він отримав премію Неб'юла, дві премії «Х'юго» та Премію "Локус", а також дві премії «Райслін» за свою поезію.  Він публікує наукові статті в різних академічних виданнях.

## Життєпис
Лендіс народився в Детройті, штат Мічиган, і жив у Вірджинії, Меріленді, Філадельфії та Іллінойсі в дитинстві. Він отримав старшу освіту в середній школі Нью-Тріра, Віннетка, штат Іллінойс .  Він має ступінь бакалавра з фізики та електротехніки в Массачусетському технологічному інституті (MIT) і ступінь доктора філософії з фізики твердого тіла в Університеті Брауна .  Він одружений з письменницею-фантасткою Мері А. Терзіллоута живе в Береа, штат Огайо . 

## Кар'єра
Отримавши докторський ступінь в Університеті Брауна, Лендіс працював у Дослідницькому центрі імені Льюїса NASA (тепер NASA Glenn) та Аерокосмічному інституті Огайо, перш ніж прийняти постійну посаду в  Дослідницькому центрі NASA Джона Ґленна, де він досліджує марсіанські місії.  сонячна енергія  та розробка технологій для майбутніх космічних місій.  Він має дев'ять патентів і є автором або співавтором понад 300 опублікованих наукових робіт у галузі астронавтики та фотоелектричної техніки.
Лендіс прокоментував практичні аспекти виробництва кисню та створення будівельних матеріалів для майбутньої місячної бази в «Нью саєнтіст» , а також про можливості використання легко доступного металевого заліза для виробництва сталі на Марсі.
Він є лауреатом численних професійних нагород, зокрема нагороди Американського інституту аеронавтики та астронавтики за аерокосмічні енергетичні системи , нагороди NASA за поінформованість про космічні польоти  та нагороди Ротарі Інтернешнл National Award for Space Achievement Stellar Award у 2016 році 

### Розробка фотоелектричних систем живлення
Велика частина технічної роботи Лендіса була спрямована на розробку сонячних елементів і масивів як для наземного використання, так і для космічних кораблів.

### Участь у програмі освоєння Марса
Лендіс працював над низкою проектів, пов’язаних із розробкою технології дослідження Марса людьми та роботами та науковим аналізом марсіанської поверхні , включаючи дослідження продуктивності фотоелектричних елементів у середовищі Марса,    вплив марсіанського пилу на продуктивність  і технології видалення пилу з масивів.  Він був членом команди марсоходів під час місії «Марсоходець»   і назвав камінь на Марсі «Йогі».  Він є членом наукової групи під час місії Mars Exploration Rovers 2003 , де його робота включає спостереження за марсіанськими пиловими дияволами , наукові вимірювання атмосфери та спостереження за морозом на екваторі Марса.  Він також був членом експериментальної групи Mars ISPP Propellant Precursor для місії «Марс Сервіййор ландер 2001», пакету експериментів для демонстрації виробництва кисню з марсіанської атмосфери (яка була скасована після невдачі програми «Марс Сервіййор ландер»). 
Він також працював над аналізом концепцій майбутньої роботизованої та людської місії на Марс . До них належать космічний корабель «Марс гейзер гоппер», концепція місії класу «Діскавері», яка досліджуватиме весняні марсіанські гейзери вуглекислого газу, знайдені в регіонах навколо південного полюса Марса,  Дослідження людиною за допомогою робототехнічних операцій у реальному часі (HERRO) концепція телероботичного дослідження Марса   та концепція використання ресурсів In-situ для місії повернення зразків з Марса.  У статті 1993 року він запропонував використовувати поетапну програму дослідження Марса з низкою поступових досягнень, що призвели до висадки людей на Марс. 

### Робота в Інституті передових концепцій НАСА
Лендіс був співробітником Інституту передових концепцій НАСА (NASA Institute for Advanced Concepts, NIAC), де він працював над проектом, що досліджував використання вітрил, що штовхаються лазером і променем частинок, для руху міжзоряних польотів.  У 2002 році Лендіс виступив на щорічній конференції Американської асоціації сприяння розвитку науки про можливості та проблеми міжзоряних подорожей у тому, що було описано як «перша серйозна дискусія про те, як людство одного дня відпливе до найближчої зірки». Доктор Лендіс сказав: «Це перша зустріч, на якій дійсно розглядаються міжзоряні подорожі людей. Це історично. Ми йдемо до зірок. У довгостроковій перспективі справді немає вибору». Далі він описав зоряний корабель із діамантовим вітрилом товщиною в кілька нанометрів, який живиться сонячною енергією, який може розвивати «10 відсотків швидкості світла». 
У 2012 році він був знову обраний науковим співробітником NASA Innovative Advanced Concepts  з техніко-економічним обґрунтуванням розробки наземного марсохода для дослідження Венери  під назвою Наземний венерохід Venus Landsailing Rover, а в 2015 році був науковим керівником у дослідженні NIAC для розробки місія на супутник Нептуна Тритон . 
У 2017 році робота Лендіса була темою книги  Land-Sailing Venus Rover with NASA Inventor Geoffrey Landis, опублікованої World Book  як частину їхньої серії книг «Out of This World» для вікової категорії 10–14+. . 

### Академічні посади
У 2005–2006 роках він був призначений запрошеним професором астронавтики Рональда Е. Макнейра в Массачусетському технологічному інституті , а в 2007 році отримав нагороду AIAA Abe M. Zarem Educator Award  Лендіс також був викладачем Міжнародного космічного університету ; у 1998 році він був викладачем кафедри гірничої промисловості, виробництва та робототехніки в програмі космічних досліджень, а в 1999 році він був викладачем 12-ї програми космічних досліджень в Технологічному університеті Суранарі в Накхон Ратчасімі, Таїланд . та співголова студентського проекту «З колиски».  Він також був запрошеним лектором у 13-й Програмі космічних досліджень ISU у Вальпараїсо, Чилі, та Програмі космічних досліджень 2015 року в Афінах, штат Огайо .
Як письменник, він був інструктором на Кларйонських письменницьких семінарах в Університеті штату Мічіган у 2001 році  Він був запрошеним інструктором на семінарі Launch Pad у 2012 році.

## Творчість

### Наукова фантастика
Перше науково-фантастичне оповідання Лендіса, «Елементар», з’явилося в Analog у грудні 1984 року та було номіновано на премію Г’юго 1985 року за найкращу повість.  а також приніс йому номінацію на премію Джона В. Кемпбелла за найкращого нового письменника. У царині наукової фантастики Лендіс опублікував понад 80 творів короткої форми і дві книги. У 1989 році він отримав премію «Неб’юла» за найкраще оповідання за твір «("Хвилі на морі Дірака» (англ. «Ripples in the Dirac Sea»), виданий у часописі "Наукова фантастика Азімова", жовтень 1988), премію «Х’юґо» 1992 року за «Прогулянку на Сонці»» (англ. «A Walk in the Sun »; «Наукова фантастика Азімова, жовтень 1991) та 2003 Х’юґґо за оповідання «Падаючи на Марс» (англ. «Falling Onto Mars»), видане у журналі «Аналог: наукова фантастика та факти» (липень/серпень 2002).
Його перший роман, «Перетинаючи Марс», був опублікований «Tor Books» у 2000 році, отримавши премію «Локус» .  Збірка коротких оповідань «Параметр впливу (та інші квантові реальності)» була опублікована видавництвом  «Golden Gryphon Press» у 2001 році та названа такою, що заслуговує на увагу професійним журналом «Паблішерз віклі.   Він також отримав премію Analog Analytical Laboratory Award за коротку повість «Людина в дзеркалі» (2009).  Його повість 2010 року «Султан хмар» отримала Меморіальну премію імені Теодора Стерджена за найкраще коротке науково-фантастичне оповідання  і була номінована на премії Неб’юла та Х’юґо.

Джеффрі Лендіс об’єднав свої наукові висновки про життєздатність хмарного шару Венери у своїй науково-фантастичній роботі «Султан хмар» («The Sultan of the Clouds»; 2010).

У 1985 році він відвідав майстерню Кларйонських семінарів разом з іншими письменниками-початківцями науково-фантастичної тематики, такими як Крістін Кетрін Раш, Марта Соукуп, Вільям Шанн, Реза Нельсон, Мері Терзіллоу та Роберт Дж. Хоу.

### Поезія
Лендіс також опублікував ряд віршів, більшість з яких пов’язані з науковою фантастикою або науковими темами. Він двічі вигравав премію Райслін за вірші «Різдво, після того, як ми всі отримаємо машини часу» у 2000 році (який також отримав премію читачів Азімовз 2000 року за найкращий вірш), а також за вірш «Пошук» у 2009 році  та премію «Карликові зірки» у 2010 році за вірш «Світлячки».  Він тричі отримував премію читачів журналу «Азімовз» за найкращий вірш  , востаннє у 2014 році за вірш «Річки».  У 2009 році він посів друге місце на поетичному конкурсі Гесслер Стріт Фейрза вірш «П’ять фунтів сонячного світла», а в 2010 році — перше місце за «Людський потенціал». 
У 2009 році вийшла його поетична збірка «Залізні ангели» 

### Інша творчість
Лендіс також написав нехудожні та науково-популярні статті, статті в енциклопедіях і колонки для великої кількості часописів, зокрема «Analog Science Fiction and Fact», «Space Sciences», «Asimov's Science Fiction», «Spaceflight» та «Science Fiction Age».  Його стаття «Демон під Гаваями» отримала нагороду Analog Analytical Laboratory за найкращу наукову статтю в 1993 році 
На фомування Лендіса як письменника-фантаста вплинула творчість на Артура К. Кларка, Айзека Азімова, Роберта Гайнлайна, Урсули К. Ле Гуїн, Курта Воннеґута, Ларрі Нівена та Джона Варлі. 

## Основні нагороди
- 1989 Премія «Неб’юла» за найкраще оповідання за « Брижі на морі Дірака»
- 1992 Премія Г'юго за найкраще оповідання «Прогулянка Сонцем»
- Премія «Локус» 2001 року за найкращий перший роман «Перетин Марса».
- 2003 Премія Х'ґ за найкраще оповідання «Падаючи на Марс»
- Меморіальна премія імені Теодора Стерджона 2011 року за найкращу короткометражну наукову фантастику [49] за фільм «Султан із хмар»
- Премія імені Роберта Е. Гайнлайна 2014 року, що «присуджується за видатні опубліковані науково-фантастичні та технічні праці, які надихають людину на дослідження космосу». [59]

### Романи
- Перетинаючи Марс (англ. «Mars crossing», 2000, Tor Books

### Коротка художня проза
Збірки
- Параметр впливу (та інші квантові реалії) (англ. «Impact Parameter (and Other Quantum Realities)», 2001, Golden Gryphon Press

Оповідання та повісті 
| Назва                | рік | Вперше опубліковано | Перевид./зб | Примітки |
| -------------------- | --- | ------------------- | ----------- | -------- |
| Хвилі на морі Дірака |     |                     |             |          |

- «Прогулянка Сонцем» [61]
- «Падаючи на Марс»
- «Людина в дзеркалі» 2009
- «Султан хмар» 2010
- «Готель в Антарктиді» 2014
- «Параметр впливу»
- "Елементарний"
- «Екопоезис»
- "Через темряву"
- "Уроборос"
- «У блакитну безодню»
- "Сніг"
- «Війна Рорвіка»
- «Наближення до перімелазми»
- «Що ми робимо тут, у НАСА»
- "Темна леді"
- "Шанс аутсайдера"
- «Під зорями зими»
- «Особливі звички»
- «Зимовий вогонь»
- «Тихий вечір при газовому світлі» (зібрано в антології альтернативної історії Майка Резніка 1994 року Alternate Outlaws )

### Поезія
Збірки
- Landis, Geoffrey A. (2009). Iron Angels. Van Zeno Press. ISBN 978-0-9789244-7-8. Архів оригіналу за 17 липня 2011. Процитовано 25 березня 2010.

Список віршів
| Назва                             | рік      | Вперше опубліковано | Перевид./зб |
| --------------------------------- | -------- | ------------------- | ----------- |
| Про напівлептонний розпад мезонів | 2013 рік |                     |             |
| Річки                             | 2013 рік |                     |             |
| Все розкладається                 | 2014 рік |                     |             |
| Обидва сонця опівдні              | 2014 рік |                     |             |
| Scifaiku                          | 2014 рік |                     |             |
| кролики Фібоначчі                 | 2014 рік |                     |             |

### Нон-фікшн
- Landis, Geoffrey A. (1991). Myths, legends, and true history. Author's Choice Monthly. Т. 26. Eugene, OR: Pulphouse Publications. OCLC 25242854.
- Geoffrey A. Landis. Laser-powered Interstellar Probe on the Geoffrey A. Landis: Science. papers available on the web